# ایرنو
ایرنو (به انگلیسی: AirNow) یک شرکت هواپیمایی است که در تاریخ ۱۹۵۷ میلادی تأسیس شده است. دفتر مرکزی ایرنو در بنینگتون، ورمانت، ایالات متحده آمریکا واقع شده‌است و قطب این شرکت هواپیمایی در فرودگاه‌ایالت ویلیام اچ مورس قرار دارد.